# Перотти, Аттилио
Аттилио Перотти (итал. Attilio Perotti; 3 июня 1946, Баньоло-Мелла, Италия) — итальянский футболист и тренер.

## Карьера
Начинал свои выступления в большом футболе в «Интер», однако за три года пребывания в команде Перотти ни разу не сыграл за нее. Большую часть карьеры вингер провел в «Дженоа», с которым он побеждал в Серии B и провел один сезон в элите.
После завершения карьеры продолжил работать с «Дженоа», где начинающий тренер работал с командами разных возрастов. Со временем он работал со многими командами Серии B. Несколько сезонов специалист трудился и в Серии А. В ней он руководил «Вероной», «Эмполи» и «Ливорно». В последнем клубе Перотти параллельно занимал должность технического директора.

## Достижения
- Чемпион Серии B (1): 1972/73.